# Вировитишко-подравска жупания
Вировитишко-подравската жупания e разположена в Източно Хърватско, и обхваща Северна Славония. Заема площ от 2068 км². Главен град на жупанията е Вировитица. Други по-големи градове са: Ораховица и Слатина. Вировитошко-подравска жупания е съставена от 13 общини.

## Административно деление
Жупанията е поделена на 3 града и 13 общини

## Население
Според преброяването през 2011 година Вировитишко-подравска жупания има 84 836 души население. Според националната си принадлежност населението на жупанията има следния състав:
- хървати 91,8 %
- сърби 6,1 %
- унгарци 0,2 %